# كازو هارا
كازو هارا (باليابانية: 原一男؛ بالكانا: はら かずお) هو مخرج ياباني، ولد في 8 يونيو 1945 في يوبي في اليابان.

## وصلات خارجية
- كازو هارا على موقع IMDb (الإنجليزية)
- كازو هارا على موقع ألو سيني (الفرنسية)
- كازو هارا على موقع أول موفي (الإنجليزية)
- كازو هارا على موقع قاعدة بيانات الأفلام السويدية (السويدية)
- كازو هارا على موقع قاعدة بيانات الفيلم (الإنجليزية)
- كازو هارا على موقع كينوبويسك (الروسية)